# 玛蒂尔德·哈尔维肯
玛蒂尔德·海于盖·哈尔维肯（挪威語：Mathilde Hauge Harviken；2001年12月29日—），挪威女子足球运动员，司职后卫，目前效力于罗森博格足球俱乐部和挪威国家女子足球队。她曾代表挪威参加2023年国际足联女子世界杯。